# Rubén Olivares
Rubén Olivares Avila (Iguala de la Independencia, Guerrero; 14 de enero de 1947) es un ex-boxeador y actor mexicano, miembro actual del Salón Internacional de la Fama del Boxeo. Olivares, más conocido por su apodo El Púas, fue un múltiple campeón mundial y considerado por mucha gente como el mejor campeón peso gallo de todos los tiempos. Poseedor de una pegada descomunal en ambos puños que le dieron numerosas victorias por nocauts. Fue muy popular entre los mexicanos, de los cuales gran parte de ellos lo consideraron el mejor boxeador de México durante muchos años, hasta que surgió Julio César Chávez años después, participando en más de cien peleas profesionales tanto en peso gallo como en peso pluma. 
Olivares tuvo breves apariciones en el cine mexicano, sobre todo en películas de «ficheras».

## Carrera profesional
Rubén Olivares tuvo su debut profesional a la edad de 17 años, noqueando a Isidro Sotelo en el primer round en una pelea celebrada en Cuernavaca, Morelos. Con esta victoria por nocaut, eslabonó una racha de 22 victorias en fila que había sido establecida. Durante este lapso venció a Tony Gallegos, al Monito Aguilar y a Antonio Leal, entre otros. Fue hasta el 8 de marzo de 1967 en Mexicali, Baja California Norte que Felipe González se convirtió en el primer contrincante con el que llegó hasta el final del combate, para irse a decisión después de 10 asaltos, saliendo victorioso Olivares. En este mismo año, el 29 de julio, Olivares tuvo en su récord su primer empate con Germán Bastidas después de 10 asaltos de pelea.
Después de estos encuentros, tuvo revanchas con ambos boxeadores, noqueando a González en seis asaltos el 19 de noviembre de 1967 y a Bastidas en cinco asaltos el 28 de enero de 1968. Posteriormente vino una mejora en cuanto a la calidad de los contrincantes, cuando se enfrentó al excampeón mundial Salvatore Burruni en la Ciudad de México. Olivares lo noqueó en tres asaltos. A continuación derrotó a Manuel Arnal mediante descalificación en 6 asaltos y posteriormente tuvo una nueva racha de victorias por nocaut, totalizando 21 en fila. Uno de estos encuentros fue ante Bernabé Fernández en Los Ángeles, California, venciéndolo en el tercer round. Otra pelea de estas que ganó por nocaut fue ante el medallista de oro olímpico de ese momento Takao Sakurai, el 23 de mayo de 1969, en Los Ángeles también.

### Campeonato mundial de peso gallo
Después de acumular un récord de 51-0-1, Olivares recibió su primera oportunidad de obtener el título mundial cuando enfrentó al campeón peso gallo, el australiano Lionel Rose, quien defendía su título en El Fórum de Inglewood, California, el 22 de agosto de 1969. De acuerdo al libro de box El ring: Boxeo en el Siglo XX, el director del fórum, temiendo que se repitiera una revuelta como la que sucedió después que Rose venció a Chucho Castillo, fue al vestuario del Púas Olivares a expresarle su temor, para lo cual Olivares le garantizó que el no permitiría que sucediera algo similar nuevamente. Olivares se convirtió en el nuevo campeón peso gallo al vencer a Rose por nocaut en el quinto round.
Tras vencer a Alan Rudkin en la defensa de su título y a otros dos boxeadores en peleas donde no se disputaba ningún cinturón, Olivares comenzó una trilogía de combates contra su archienemigo y compatriota Jesús Chucho Castillo. Aquí finalizó la racha de nocauts de Olivares, pero ganó la primera pelea de esta trilogía, mediante decisión después de 15 asaltos a pesar de que él había caído a la lona. Posteriormente, peleó en tres combates sin disputa de título alguno, para enfrentarse nuevamente a Castillo el 16 de octubre de 1970, pelea en la cual Olivares sufrió de un corte en el primer round, para que más tarde el combate fuera detenido en el round 14, obteniendo la victoria Castillo y convirtiéndose en el nuevo campeón peso gallo mediante nocaut técnico. Esta fue la primera derrota de Olivares en 62 peleas de carrera.
Después de obtener una victoria ante Chung Sul-Park, Olivares y Castillo se enfrentan por tercera y última ocasión el 2 de abril de 1971. Olivares fue tumbado durante el combate. Se recuperó de esa caída para recuperar el título peso gallo con otra victoria por decisión tras 15 asaltos. Posterior a este enfrentamiento, Olivares tuvo una racha continua de 6 nocauts, incluyendo una pelea en Nicaragua sin disputarse un cetro, otro encuentro en Tokio mientras defendía la corona ante Kazuyoshi Kanazawa después de enviarlo a la lona en tres ocasiones en 14 asaltos lo venció. Esta pelea fue nominada la mejor del año. Otra ante el excampeón El Alacrán Efren Torres  en Guadalajara, y una ante Jesús Pimentel en California, además de otro encuentro en esta misma sede, y otra pelea más en Tijuana.
El 19 de marzo de 1972, Olivares pierde su título mundial peso gallo con el mexicano Rafael Herrera, mediante nocaut en el octavo round. Después de dicha pelea, derrota a Godfrey Stevens en Monterrey, para nuevamente enfrentarse a Herrera en el Foro de Inglewood y perder ante él por decisión después de 10 asaltos de combate.

### Cambio a peso pluma
Lo siguiente para Olivares fue el cambio de división, empezando su campaña en la división peso pluma al derrotar a Walter Seely. El 23 de junio de 1973, se enfrentó al futuro campeón Bobby Chacón, con quien tendría otra trilogía de combates. La pelea por el título peso pluma de la Federación Norteamericana de Boxeo, terminó en el noveno round cuando Olivares noqueó a Chacón. En la siguiente pelea de Olivares, la número 78 de su carrera, sufrió un revés cuando Art Hafey lo noquéo en cinco asaltos, pero se recuperó al tener tres victorias al hilo, incluyendo una victoria por decisión ante Hafey en una revancha, antes de pelear por el título vacante de peso pluma de la Asociación Mundial de Boxeo.

### Título de peso pluma de la Asociación Mundial de Boxeo
El 9 de julio de 1974, Olivares se convirtió en campeón mundial de peso pluma al derrotar a Zenzuke Utagawa por nocaut después de siete asaltos. Después de otras dos victorias sin disputa de un título, se enfrenta al nicaragüense Alexis Argüello el 23 de noviembre de 1974, perdiendo el título por nocaut en el round trece. La pelea estaba siendo ganada por Olivares hasta que en el round número 13 fue mandado en dos ocasiones a la lona, eventualmente la pelea fue detenida, perdiendo por KO.

### Campeonato de peso pluma del Consejo Mundial de Boxeo
Tras una pelea más, Olivares y Chacón se enfrentan por segunda ocasión, esta vez siendo Chacón el campeón mundial en esta categoría del Consejo Mundial de Boxeo. Olivares ganó la pelea por nocaut en el segundo round, para convertirse en campeón mundial por cuarta ocasión. Esta vez, sin embargo, perdió su título en la primera defensa ante el ghanés “El veneno” David Kotey, quien se convirtió en el primer campeón mundial de su país en la historia, tras ganar después de 15 asaltos por decisión. Posteriormente le siguió otra derrota en siete asaltos por la vía del nocaut ante el futuro campeón mundial  “Little Red”  (El Coloradito) Danny López.
Olivares ganó tres peleas en 1976 sin derrota alguna de por medio, incluyendo victorias sobre los colombianos Fernando Cabanela y José Cervantes, retadores al título mundial. En 1977, Olivares y Chacón se enfrentaron por última ocasión, en la cual ahora ganó Chacón por decisión tras 10 asaltos de pelea. Pero en 1978, Olivares comienza a entrar en declive en su pelea número 93, tras vencer dos veces al futuro campeón mundial peso ligero José Luis Ramírez tras dos asaltos en Ciudad Obregón para consecutivamente ganar dos combates ante Shig Fukuyama e Isaac Vega.
Tras empatar en diez asaltos con Guillermo Morales el 22 de abril de 1979, Olivares recibió lo que se convertiría en su última oportunidad para pelear por un título mundial el 21 de julio de este mismo año en Houston, pelea en la cual fue noqueado en el duodécimo asalto por el campeón del mundo en peso pluma de la AMB Eusebio Pedroza.
Por los siguientes ocho años luchó esporádicamente obteniendo resultados tanto positivos como negativos, hasta que se retiró del boxeo profesional en 1988.

## Legado
Hasta la llegada de Julio César Chávez, Olivares fue considerado por muchos aficionados como el mejor boxeador mexicano de todos los tiempos. Se convirtió en una de las estrellas principales y él dice que contó con numerosos amigos del mundo del espectáculo en México. Aún es considerado una estrella nacional en este ámbito.
Las rachas de Olivares, de 22 y 21 victorias por la vía del nocaut están catalogadas como dos de las rachas de victorias por nocaut más largas en la historia del box. Así mismo, sus 78 combates ganados por nocaut lo convierten en miembro de un grupo exclusivo de pugilistas que han ganado más de cincuenta peleas por nocaut. En el 2003, The Ring (revista) lo consideró el boxeador número doce en su lista de los mejores de todos los tiempos.
Olivares es miembro de Salón Internacional de la Fama del Boxeo.

## Curiosidades
- Es mencionado en la serie mexicana El Chavo del Ocho. Cuando quieren bañar al Chavo, la Chilindrina le dice al Chavo que si sigues acumulando mugre, vas a tener unos guantes ni que Olivares. A esto don Ramón contesta que no le haga recordarlo, porque le había apostado 50 pesos a Olivares en una pelea que había perdido, pero que no había pagado dicha apuesta al vencedor.